# Hisso
Hisso (em latim: Hyssus; em grego:  Ὕσσος; romaniz.: Hyssos), também chamada Porto do Hisso (Hyssi Portus), Isiporto (Ysiporto), Psoro Lime (Ψωρῶν λιμήν, Psoron Limén), Susármia (Susarmia; Σουσάρμια, Sousármia), Susarmena, Susurmena (Susarmaena; Σουσούρμαινα, Sousoúrmaina), era uma cidade portuária do mar Negro situada na região do Ponto, na foz do Hisso, 180 estádios a leste do Trapézio (Trebizonda). A Tabula Peutingeriana a chama de Hissílime. Parece ter sido um local de alguma importância, pois foi fortificado e nos tempos do Império Romano era guarnecida pela Coorte Apuleia de Civis Romanos (em latim: cohors Apuleia civium Romanorum). Hoje, está situada próximo de Araklıçarşısı, na Turquia.